# ALONE (B'z單曲)
《ALONE》是日本樂團B'z第9張單曲，1991年10月30日發售。

## 簡介
第5張專輯IN THE LIFE發行前先行發售。
從這張單曲起至裸足的女神，使用以TAKAHIRO MASTUMOTO和KOHSHI INABA名義的B'z標誌
2003年3月26日，12cm重新發售。
1991年和1992年間銷量,分別是68.5萬和35.7萬共104.2萬張，最終銷量約112.7萬張，為日本最暢銷單曲第177名。

## 收錄曲
| 曲序 | 曲目        | 时长 |
| ---- | ----------- | ---- |
| 1.   | ALONE       | 6:03 |
| 2.   | GO-GO-GIRLS | 3:48 |

## 製作人員
- 松本孝弘：吉他・全曲作曲・編曲・合聲（#1）
- 稻葉浩志：主唱・全曲作詞・合聲（#1）
- 明石昌夫：全曲編曲・（#1）
- 青山純：鼓（Great Fuckin' Fill）（#2）
- 田中一光：鼓（#1）
- 小野塚晃（DIMENSION）：電子琴（#1）
- 坪倉唯子：合聲（#2）
- B+U+M